# Скалистинский могильник
Скалистинский могильник — археологический памятник возле села Скалистое Бахчисарайского района в Крыму, на правом берегу реки Бодрак (левый приток Альмы).
Крупнейшее захоронение раннесредневекового времени в Крыму расположено справа по течению Бодрака, в пределах Второй Гряды Крымских гор, восточнее Скалистого. Занимает площадь не менее 4 гектаров на западном краю горы от вершины почти до середины северного склона. Около 300 склепов и могил было уничтожено в ходе взрывных работ по устройству карьера в конце 1950-х годов до прибытия экспедиции.
Существует версия, что после вторжения в Крым готов и боранов между 252 и 259 годом, когда существовавшие ранее поселения в предгорьях были уничтожены, в долине Бодрака и в низовьях реки Бельбек (Бельбекский могильник) сохранилось прежнее скифо-сарматское население, со временем смешавшееся пришлым гото-аланским.

## Могильник Скалистое II
Бо́льшая часть некрополя в начале 1960-х годов была уничтожена при прокладке шоссе и хозяйственной деятельности жителей расположенного справа от сооружавшейся дороги, могильника Скалистое II. По известным материалам памятник включал в себя грунтовые могилы сарматского типа. Ольга Дашевская относила памятник к позднескифскому времени (II—III век), И. Н. Храпунов допускал наличие оседлого сарматского населения, которому принадлежал некрополь.

## Могильник Скалистое III
Могильник Скалистое III (также Озёрное II) расположен в 150 м к северу от шоссе Научный — Новопавловка, справа по течению реки Бодрак, на северо-западном пологом склоне Баклинской куэсты. Могильник открыт в 1960-е годы Иваном Ивановичем Лободой у посёлка Озёрное, включённого позже в состав Скалистого, и получил название «Озёрное II», опубликован впервые, как «Скалистое-III», И. И. Гущиной. Раскопки были начаты в 1964 году экспедицией Бахчисарайского историко-археологического и Государственного исторического музеев на площади 600 м² (примерно одна треть могильника) под руководством Н. А. Богдановой и И. И. Лободы. К началу 1970-х годов на площади в 2010 м² отрыто 121 погребение, больше половины могил подбойные, остальные плитовые и грунтовые. В некрополе были впервые открыты «могилы с заплечиками» — вдоль обеих длинных сторон ямы устанавливались каменные столбы, на которые клались каменные плиты. В нескольких погребениях встречаются деревянные колоды, в которые клали покойника, в девяти пол устилался тканью. Богатый и разнообразный погребальный инвентарь (столовая посуда — иногда «импотная», греческого производства, немногочисленные стеклянные изделия, много железных ножей и пряслиц, украшения, фибулы (в каждой могиле) и пряжки) был обнаружен в 10 могилах. Раскопками 2011 года выявлены следы таврского поселения, перекрытого скифо-сарматскими могилами II—III века н. э. Все находки некрополя укладываются в рамки позднескифской культуры II—III века.

## Могильник Скалистое IV
Могильник датируется концом IV—IX веком. Открыт случайно в 1958 году, первые раскопки проведены Евгением Веймарном в 1959—1960 году. Было исследовано 794 склепа, 37 подбойных (в основном V—VII века) и 8 грунтовых могил, все захоронения совершены по обряду телоуложения. Склепы были семейными усыпальницами. В каждом из них находилось 4-9 захоронений, которые в основном содержались в брёвнах. Погребения сопровождались многочисленными бытовыми вещами: глиняной посудой, стеклянными бокалами, оружием, ожерельем из гагата и сердолика, украшениями из серебра и бронзы (пряжки, фибулы, браслеты, височные кольца, подвески и др.)
Могильник непрерывно функционировал на протяжении пяти веков. С середины VI века среди инвентаря появляются вещи с христианской символикой — пряжки, перстни с монограммами, кресты и амулеты, что свидетельствует о христианизации населения, со второй половины VII века — христианские надгробия. Этническую принадлежность захоронений Е. В. Веймарн определял, как скифо-сарматскую, А. И. Айбабин считал их готами и аланами.